# Istoria filozofiei

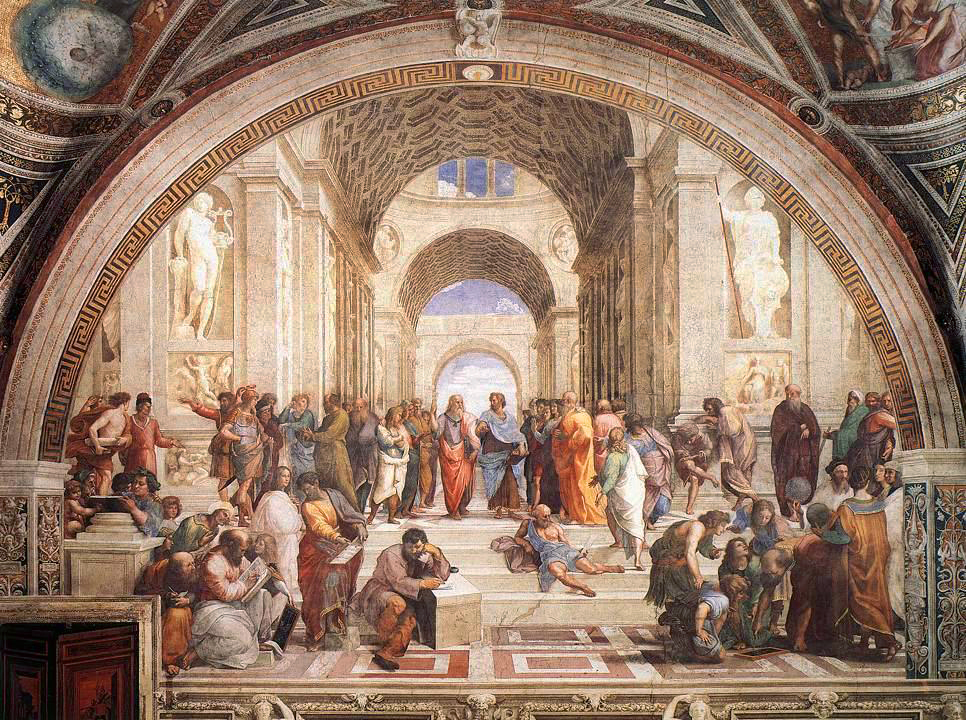
Rafael, Școala din Atena

Istoria filozofiei reprezintă studiul ideilor și conceptelor filozofice, încadrate în diversele orientări, școli și curente care s-au succedat de-a lungul timpului.

## Antichitate

### Filosofia indiană
Perioadele evoluției filosofiei indiene:
- Perioada vedică (2.500 î.Hr. - 600 î.Hr.). Textele religioase, cele patru Vede (Rig Veda, Sāma Veda, Yajur Veda și Atharva Veda) au fost compuse în aproape un mileniu, mai precis între 1.500 și 600 î.Hr.

În această perioadă a apărut cultura și civilizația ariană, considerată una dintre cele mai vechi din lume.
Textele religioase, cele patru Vede (Rig Veda, Sāma Veda, Yajur Veda și Atharva Veda), alcătuiesc cea mai veche literatură din lume.
Fiecare din cele patru Vede este editată în patru secțiuni distincte: Mantra (Samhitas), Brāhmaṇa, Āraṇyaka, și Upaniṣad.
- Perioada epică (600 î.Hr. - 200 d.Hr.)
  - literatura Smrti conține acele texte destinate publicului larg. Smrti înseamnă text memorat, spre deosebire de śruti (termen folosit când ne referim la textele clasice ale Vedelor și care erau destinate doar castelor superioare) care înseamnă text auzit, revelat. Cele mai cunoscute opere ale literaturii smrti sunt Mahābhārata și Rāmāyana. Evenimentele descrise în aceste epopei au avut loc între 1.000 î.Hr. și 700 d.Hr. Cel mai celebru fragment din Mahābhārata, plin de semnificații filozofice, este Bhagavad Gītā.
- Perioada sutrelor (începând cu 200 d.Hr.) marchează apariția filozofiei sistematice Darsana. Termenul darśana (care în sanscrită înseamnă "viziune") se referă la acele lucrări ulterioare de sistematizare a literaturii Vedelor, care să fie acceptate de toate școlile hindu. Acestea sunt: Nyāya, Vaiśeṣika, Sānkhya, Yoga, Pūrvamīmāmṣā si Vedānta.
  - Nyāya a stat la baza unei școli de filosofie hindusă al cărei fondator era Akṣapāda Gautama[2] (secolul al II-lea d.Hr.).

Alte contribuții a mai adus și filozoful Gaňgeśa (Gangesha Upadhyaya) (secolul al XIV-lea).
- - Sistemul Vaiśesṣika a fost fondat de ascetul Kaṇāda (secolul I d.Hr.)
  - Sānkhya (Samkhya); cea mai veche sistematizare a acestui sistem filosofic este Sāňkhya Kārikā a lui Īśvarakṛṣṇa (secolul al IV-lea d.Hr.). Dar scrierile Sānkhya sunt mult mai vechi. Multe din conceptele acestui sistem filosofic le găsim și la Platon. De altfel, filosofii indieni au avut un oarecare impact asupra filosofiei Greciei antice. Un exemplu îl constituie Pyrrho din Elis, care prin secolul al III-lea a călătorit în India.
  - Yoga; caracteristicile tradiției yoga pot fi regăsite și în Upanishade. Dar exprimarea sistematica a filozofiei yoga apare prima dată în Yoga Sūtra a lui Patañjali (secolul al III-lea d.Hr.). Elemente din tradiția yoga se găsesc și în Bhagavad Gītā.
  - Pūrvamīmāṃsā - școala ce își are rădăcinile în lucrarea Mīmāṃsā Sūtra a lui Jaimini (secolul I d.Hr.)
  - Vedānta - școala la a cărei doctrine au contribuit: Bādarāyaṇa (secolul I d.Hr.), Śankara (secolul al VIII-lea), Rāmānuja (secolul al XII-lea), Madhva , Nimbārka (secolul al XIII-lea), Śrīkaṇṭha (secolul al XV-lea), Vallabha (secolul al XVI-lea), și Baladeva (secolul al XVIII-lea).
- Perioada scolastică (din perioada sutrelor până în secolul al XVII-lea). Printre filosofii, care s-au remarcat prin comentarii, putem menționa: Samkara, Kumârila, Sridhara, Râmânuja, Madhva, Udayana, Bhâskara, Jayanta, Vijnâbhiksu, Raghunâtha.
- Neo-hinduismul (filosofia indiană modernă și contemporană)

Perioada modernă marchează declinul filosofiei aflate sub influența britanică și musulmană și renașterea spiritului hindus, la care au contribuit decisiv Brâhmo Samâj și Ârya Samâj.
Perioada contemporană 
- Swami Vivekānanda (1863 - 1902)
- Sarvepalli Radhakrishnan (1888 - 1975) (care a fost și președinte al Indiei în perioada 1962 - 1967)
- Sri Aurobindo (Aurobindo Ghose) (1872 - 1950)

### Filosofia chineză
Problemele fundamentale ale spiritualității chineze sunt:
- opoziția Yin-Yang: alternanța existentă în Univers, cele două principii opuse care nu se pot învinge astfel că Universul se află într-o eternă unduire, într-un echilibru dinamic, mișcător. Relația Yin-Yang reprezintă complementaritatea apă-foc, lumină-întuneric, cald-rece, bărbat-femeie. În starea de sănătate, cele două principii se află în echilibru.[4]
- Tao înseamna cale, drum, ordine morală, ulterior Lao Zi și taoiștii îl percep ca o entitate metafizică aflată deasupra opoziției yin-yang.
- spațiul și timpul: cele două entități nu sunt separate iar studiul spațio-temporal nu este realizat de o știință ca fizica, ci reprezintă o morfologie socială având ca obiectiv amenajarea universului social
- numărul: nu exprimă un raport cantitativ, ci o ierarhizare și clasificare calitativă. Trecerea de la par la impar exprimă raporturile dintre centru și periferie, dintre ierarhizat și haos.

Cele nouă școli ale filosofiei chineze:
- Ju Chia, confucianismul, întemeiată de Confucius (551 - 479 i.Hr.), devenită o personalitate dominantă atât în plan moral, cât și politic. Împreună cu taoismul și budismul, este una din direcțiile filosofico-religioase fundamentale ale tradiției chineze.
- Tao-Te Chia, taoismul, care are ca punct de plecare scrierea Tao Te Ching, atribuită lui Lao Zi și scrierea Zhuangzi a filosofului cu același nume (c. 369 - c. 286 i.Hr.). Tao înseamnă atât drumul, pe care decurge acțiunea, dar și forțele ascunse care sunt responsabile pentru ordinea în natură.
- Yin-Yang, școala cosmologilor, are la baza opoziția dintre cele două principii fundamentale.
- Fa Chia, școala legalistă, care respinge atât taoismul, cât și confucianismul, considerând că guvernarea nu este o problemă de moralitate, ci de aplicarea strictă a unor legi pe care cetățenii sunt obligati să le respecte.
- Ming Chia, școla sofiștilor sau logicienilor. Unul din reprezentanți: Kung-sun Lung (c. 320 - 250 i.Hr.)
- Mo Chia, mohismul, școala lui Mo Tzu (Micius) (479 - 381 i.Hr.). Acesta aduce critici confucianismului și promovează utilitarismul
- Tsung-heng Chia, școala strategiilor politice
- Tsa Chia, școala eclecticilor
- Nung Chia, școala agricultorilor

### Mesopotamia
Inventatorii scrisului și creatorii celei mai vechi literaturi (3.300 î.Hr.), sumerienii, ca și egiptenii, nu aveau o filosofie în adevăratul sens al cuvântului sau așa cum vor avea grecii antici.
Aspecte filozofice găsim în texte pline de înțelepciune în care sunt înfățișate mai ales precepte morale, proverbe, sfaturi etc.
Unele concepte umaniste le găsim în Codul lui Hammurabi, Epopeea lui Ghilgameș.
Deși nu au reușit să creeze o filosofie sistematică, sumerienii au speculat în ceea ce privește natura și originea universului.
Prin secolele al VIII-lea și al VII-lea î.Hr. astronomii babilonieni începeau să aibă preocupări filosofice punându-și problema cosmogoniei.
Astfel apare astrologia, dar sunt puse și bazele filosofiei științei.
Filosofia babiloniană a exercitat o puternică influență asupra celei grecești, în special asupra filosofiei elenistice.
Textul babilonian Dialogul pesimismului conține similarități cu gândirea agonistică a sofiștilor, cu doctrina contrastelor a lui Heraclit, cu Dialogurile lui Platon și poate fi considerat precursor al metodei maieutice a lui Socrate.

### Grecia antică

#### Presocraticii (secolele al VI-lea - al V-lea i.Hr.)
- Școala ioniană
  - Thales din Milet (624 -  i.Hr.): fondatorul școlii ioniene, consideră apa ca fiind baza tuturor lucrurilor
  - Anaximandru (610 -  i.Hr.)
  - Anaximene (585 - 525 i.Hr.)
  - Xenofan (570 - 470)
  - Heraclit (535 - 475 i.Hr.)

- Școala pitagoreică
  - Pitagora (582 - 496 i.Hr.)
  - Philolaos (470 - 380 i.Hr.)
  - Alcmeon din Crotone
  - Archytas (428 - 347 i.Hr.)

- Școala eleată
  - Parmenide (510 - 440 i.Hr.)
  - Zenon (490 - 430)
  - Melissos din Samos (c. 470 - ?)

- Școala pluralistă
  - Empedocle (490 - 430 i.Hr.)
  - Anaxagora (500 - 428 i.Hr.)

- Școala atomistă
  - Leucip (secolul al V-lea i.Hr.)
  - Democrit (460 - 370 i.Hr.)

- Școala sofistă
  - Protagoras (481 - 420 i.Hr.)
  - Gorgias (483 - 375 i.Hr.)
  - Thrasymachos
  - Callicles
  - Critias
  - Prodicos (465 - 390 i.Hr.)
  - Hippias din Elis (485 - 415 i.Hr.)
  - Antiphon (480 - 411 i.Hr.)
  - Lycophron

#### Filosofia greacă clasică (secolul al IV-lea î.Hr.)
- Socrate
- Platon
- Aristotel

#### Filosofia elenistică (sfârșitul secolului al IV-lea î.Hr. - secolul I d.Hr.)
- Cinismul
  - Diogene din Apolonia (c.460 - ?)
  - Antisthenes
  - Crates

- Stoicismul
  - Zenon din Citium
  - Cleanthes
  - Chrysippos

- Epicurismul
  - Epicur
  - Lucrețiu
  - Metrodorus
  - Hemarchus
  - Polyaenus

- Scepticismul
  - Pyrrhon din Elis
  - Carneades

#### Filosofia imperială (secolul I d.Hr. - secolul al VI-lea)
- Neoplatonismul timpuriu
  - Plotin
  - Porphyrios
  - Amelius

- Neoplatonismul mijlociu
  - Plutarch
  - Albinus
  - Apuleius
  - Atticus
  - Maximus Ammonius
  - Philon din Alexandria

- Neoplatonismul târziu
  - Iamblichus
  - Proclus
  - Damascius

## Filosofia medievală
Aceasta perioadă este delimitată între anii 400 d.Hr. și 1.300 (dupa alți autori, până în secolul al XVI-lea).
Cei mai însemnați filosofi ai perioadei sunt: Sf. Augustin, Boethius, Anselm, Pierre Abélard, Toma de Aquino, Duns Scotus și William Ockham.
În zona orientală se afirmă Averroes și Avicenna.
Perioada este dominată de probleme religioase și influența filosofiei lui Aristotel.

### Patristica
Poate fi împarțită în:
- Perioada pre-augustiniană: apologiștii (Sf. Iustin), controversialiștii, Clement din Alexandria, Origene
- Perioada Sf. Augustin
- Perioada post-augustiniană: Severinus Boethius

### Scolastica

#### Evul Mediu timpuriu
Isidor din Sevilla, Ioan Damaschinul, Alcuin, Ioan Scotus Eriugena

#### Scolastica timpurie
Anselm de Canterbury, Petru Damiani, Pierre Abélard

#### Filosofia islamică și iudaică
Al-Farabi, Avicenna, Averroes, Maimonides

#### Scolastica înaltă
Robert Grosseteste, Alexandru din Hales, Albertus Magnus, Toma de Aquino, Roger Bacon, John Duns Scot

#### Scolastica târzie
William Ockham, Ramon Llull, Nicolaus Cusanus

#### Mistica filozofică
Hildegard von Bingen, Meister Eckhart.

## Filozofia modernă

### Umanismul și Renașterea
- Predecesori: Roger Bacon, Nicolaus Cusanus.
- Mari filozofi: Erasmus din Rotterdam, Niccolò Machiavelli.
- Religie: Martin Luther

### Scolastica barocă
Francisco Suarez, Francisco de Vitoria

### Raționalismul
René Descartes, Baruch Spinoza, Gottfried Wilhelm Leibniz, Immanuel Kant

### Empirismul
John Locke, David Hume, George Berkeley, Francis Bacon, Thomas Hobbes

### Iluminismul
Jean le Rond d'Alembert, George Berkeley, Georges-Louis Leclerc de Buffon, Denis Diderot, Benjamin Franklin, Claude Adrien Helvétius, Paul Henri Thiry d'Holbach, Johann Gottfried von Herder, Thomas Hobbes, David Hume, John Locke, Immanuel Kant, Gottfried Wilhelm Leibniz, Carl Linné, Montesquieu, Jean-Jacques Rousseau, Adam Smith, Voltaire.

## Secolul al XIX-lea

### Romantismul
Johann Gottlieb Fichte, Friedrich Wilhelm Schelling.

### Idealismul
Immanuel Kant, Johann Gottlieb Fichte, Georg Wilhelm Friedrich Hegel, Friedrich Wilhelm Schelling.

### Pozitivismul
Auguste Comte

### Materialismul
Ludwig Feuerbach, Karl Marx, Friedrich Engels, Ernst Bloch.

### Neokantianismul
Hermann von Helmholtz, Hermann Cohen,

### Filozofia vieții
Wilhelm Dilthey, Henri Bergson, Hans Driesch, Ludwig Klages, Georg Simmel.

### Filosofia Libertății
Rudolf Steiner

### Pragmatismul
Charles Peirce, William James.

### Alți filozofi ai secolului al XIX-lea
Wilhelm von Humboldt, Arthur Schopenhauer, Søren Kierkegaard, Friedrich Nietzsche.

## Secolul al XX-lea
- Fenomenologia: Edmund Husserl, Franz Brentano, Michel Foucault;
- Realismul critic: Nicolai Hartmann, Bertrand Russell
- Antropologia filozofică: Max Scheller, Helmuth Plessner, Arnold Gehlens;
- Neopozitivismul: Rudolf Carnap, Moritz Schlick, Otto Neurath, Philipp Frank, Alfred Ayer
- Filozofia analitică: Gottlob Frege, Bertrand Russell, Alfred North Whitehead;
- Filozofia lingvstică: Noam Chomsky
- Existențialismul: Søren Kierkegaard, Martin Heidegger, Karl Jaspers, Jean-Paul Sartre, Albert Camus, Gabriel Marcel
- Hermeneutica
- Neomarxismul: Ernst Bloch, Herbert Marcusse, Theodor W. Adorno, Jürgen Habermas
- Raționalismul critic: Karl Popper, Hans Albert
- Teoria științei: Thomas Samuel Kuhn, Paul Karl Feyerabend;
- Structuralismul: Ferdinand de Saussure, Claude Lévi-Strauss, Jacques Lacan, Roland Barthes.

## Epoca contemporană
- Post-structuralismul: Michel Foucault, Jacques Derrida, Gilles Deleuze
- Postmodernismul: Thomas Samuel Kuhn, David Bohm, Jean Baudrillard